# Minoru Kiuchi

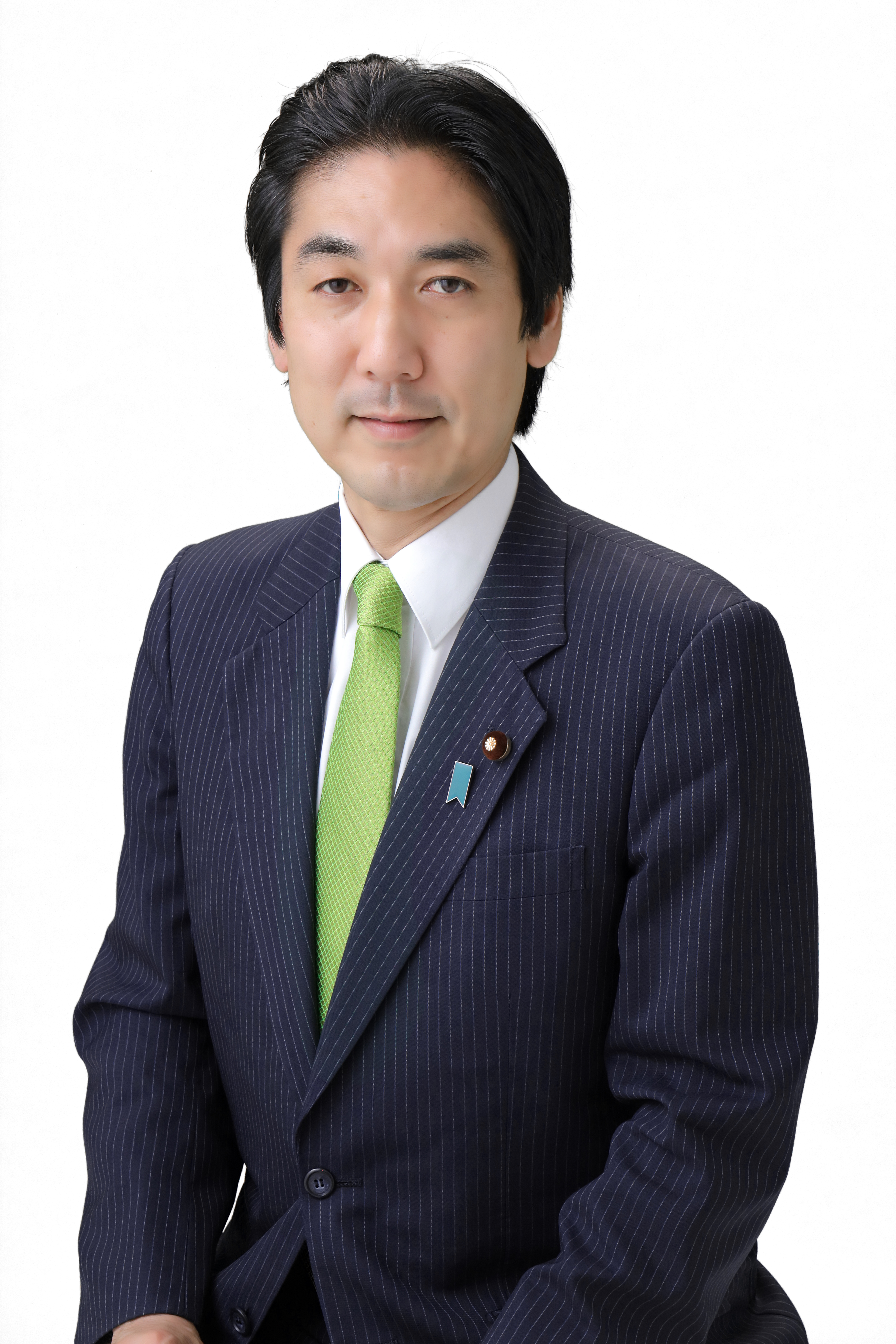
Minoru Kiuchi (2020)

Minoru Kiuchi (jap. 城内 実 Kiuchi Minoru; * 19. April 1965 in Tokio) ist ein Abgeordneter des japanischen Unterhauses und ehemaliger Beamter des Außenministeriums. Über den Großteil seiner politischen Karriere hinweg war er parteilos – seit 2012 ist er Mitglied der LDP. Er ist Minister im zweiten Kabinett Ishiba und ehemaliger „Staatsminister“ (derzeitige englische Eigenübersetzung von fuku-daijin, wörtlich „Vizeminister“) für Auswärtiges, sowie ehemaliger Staatsminister für Umwelt. Seit September 2023 ist Kiuchi Stellvertretender Vorsitzender des Politikforschungsrats der LDP. Kiuchi ist bekannt für seine engen Verbindungen nach Deutschland und seine Deutschkenntnisse. Er war Mitglied der Moriyama-Faktion bis zu ihrer Auflösung im Januar 2024.

## Lebenslauf

### Kindheit und Studium
Minoru Kiuchi wuchs auf als Sohn des japanischen Polizeibeamten und späteren Leiters der nationalen Polizeibehörde Yasumitsu Kiuchi. Im Zuge der Entsendung seines Vaters als Polizeiattaché an die japanische Botschaft in Bonn zwischen 1971 und 1975 verbrachte Minoru Kiuchi das sechste bis zehnte Lebensjahr in Deutschland. Er besuchte während dieser Zeit den deutschen Regelunterricht an der Gotenschule, einer Gemeinschaftsgrundschule in Bad Godesberg.
Nach seiner Rückkehr nach Japan besuchte Kiuchi verschiedene Schulen in Kōbe, Tokio und Yokohama, bis er 1984 an der Kaisei Gakuen Oberschule seine Hochschulreife erreichte. Im Anschluss studierte er internationale Beziehungen an der Universität Tokio.

### Auswärtiger Dienst
1989 trat Kiuchi in den auswärtigen Dienst ein. Im Folgejahr wurde er an die Universität Augsburg für ein weiterführendes Studium im Fach Politologie und eine weitere Verbesserung seiner Deutschkenntnisse geschickt. 1992 entsandte das japanische Außenministerium Kiuchi an die japanische Botschaft in der Bundesrepublik Deutschland, die sich zu diesem Zeitpunkt noch in Bonn befand. Zwischen 1996 und 2000 diente Kiuchi als Dolmetscher für Deutsch unter Kaiser Akihito, sowie unter den Premierministern Ryūtarō Hashimoto und Keizō Obuchi.

### Freier Abgeordneter
Im November 2002, genau ein Jahr vor der Unterhauswahl 2003, wechselte Kiuchi von der Diplomatie in die Politik. 2003 trat er erfolgreich als parteiloser Kandidat im 7. Wahlkreis der Präfektur Shizuoka an, der sich primär aus etwa der Hälfte der Stadt Hamamatsu zusammensetzt und seither stets Kiuchis Heimatwahlkreis blieb. Nach seiner Ernennung zum Abgeordneten trat Kiuchi der LDP bei. 2005 widersetzte er sich den Privatisierungsmaßnahmen des damaligen Premierministers Jun’ichirō Koizumi, was nach nur zwei Jahren Mitgliedschaft zur Spaltung zwischen Kiuchi und der LDP führte (siehe 4.1). Bei der durch Koizumi vorgezogenen Neuwahl trat Kiuchi erneut als unabhängiger Kandidat an. Er unterlag und trat anschließend aus der LDP aus.  Im Sommersemester 2006 war er als Gastprofessor an die Takushoku-Universität berufen.

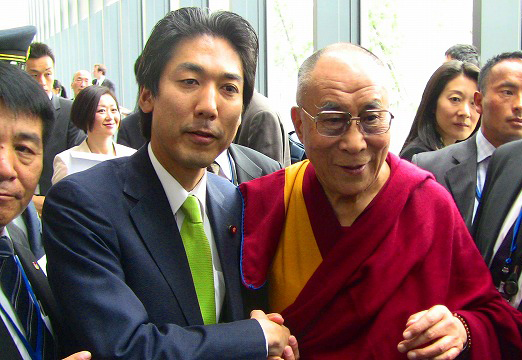
Kiuchi während des Japanbesuchs des Dalai Lama 2012

Die folgenden vier Jahre nutzte Kiuchi zur Vorbereitung auf die Unterhauswahl 2009. Von Haus zu Haus gehend, um sich bei den Einwohnern seines Wahlkreises vorzustellen, und öffentliche Reden haltend warb er um Unterstützung. Sich und seine Familie hielt er währenddessen über eine Anstellung als teilbeschäftigter Tutor einer Oberschule über Wasser. Kiuchi beschreibt diesen durch finanzielle Schwierigkeiten geprägten Lebensabschnitt als ausschlaggebend für seine weitere Entwicklung als Politiker. Er habe ihm die Chance gegeben, mit Bürgern in den entlegensten Teilen seines Wahlkreises zu sprechen, und ihm beigebracht, „seine Beine in Bewegung zu halten“. 2009 wurde Kiuchi als unabhängiger Kandidat wiedergewählt. Die Zeitung Asahi Shimbun beschrieb Kiuchis Wahlsieg seinerzeit als „überwältigend“, weil er nicht nur als unabhängiger Kandidat gegen die Kandidaten der zwei Großparteien DPJ und LDP gesiegt hatte, sondern zusätzlich mehr als doppelt so viele Stimmen auf sich vereint hatte als der zweitplatzierte Takeshi Saiki (siehe Tabelle).
Kiuchi ist einer von wenigen japanischen Politikern, die eine erfolgreiche Karriere als unabhängiger Kandidat hatten. In den Unterhauswahlen, in denen er als Parteiloser antrat, entfielen jeweils nur 11 (2003), 6 (2005) und 6 (2009) von insgesamt 480 Sitzen auf unabhängige Kandidaten. Bei zwei dieser Kandidaturen errang Kiuchi ein Mandat, bei der dritten unterlag er mit einer Differenz von nur 748 Stimmen.

### LDP-Politiker

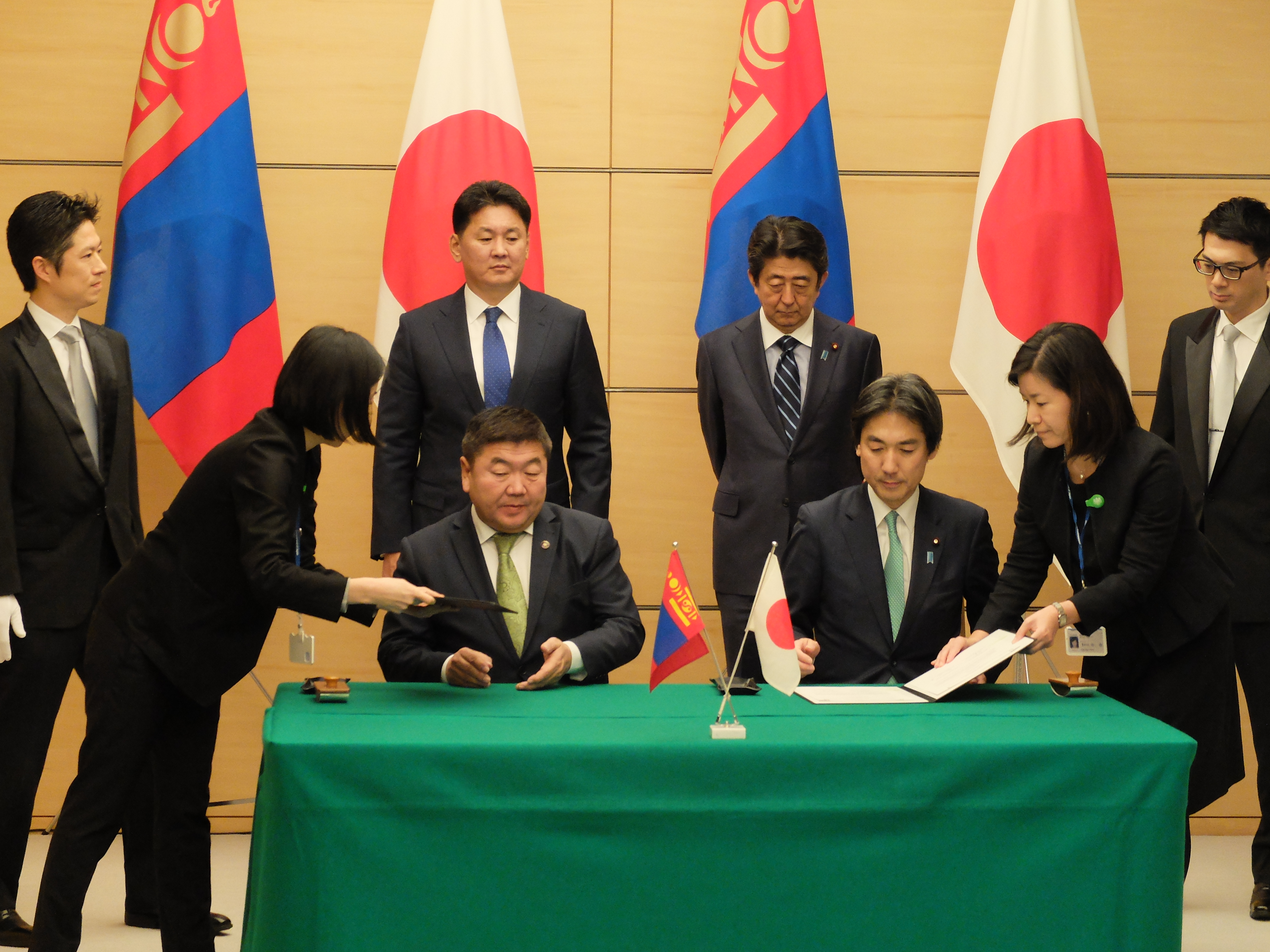
Kiuchi unterzeichnet als Staatsminister für Umwelt das japanisch-mongolische Klimaabkommen (Dezember 2018)

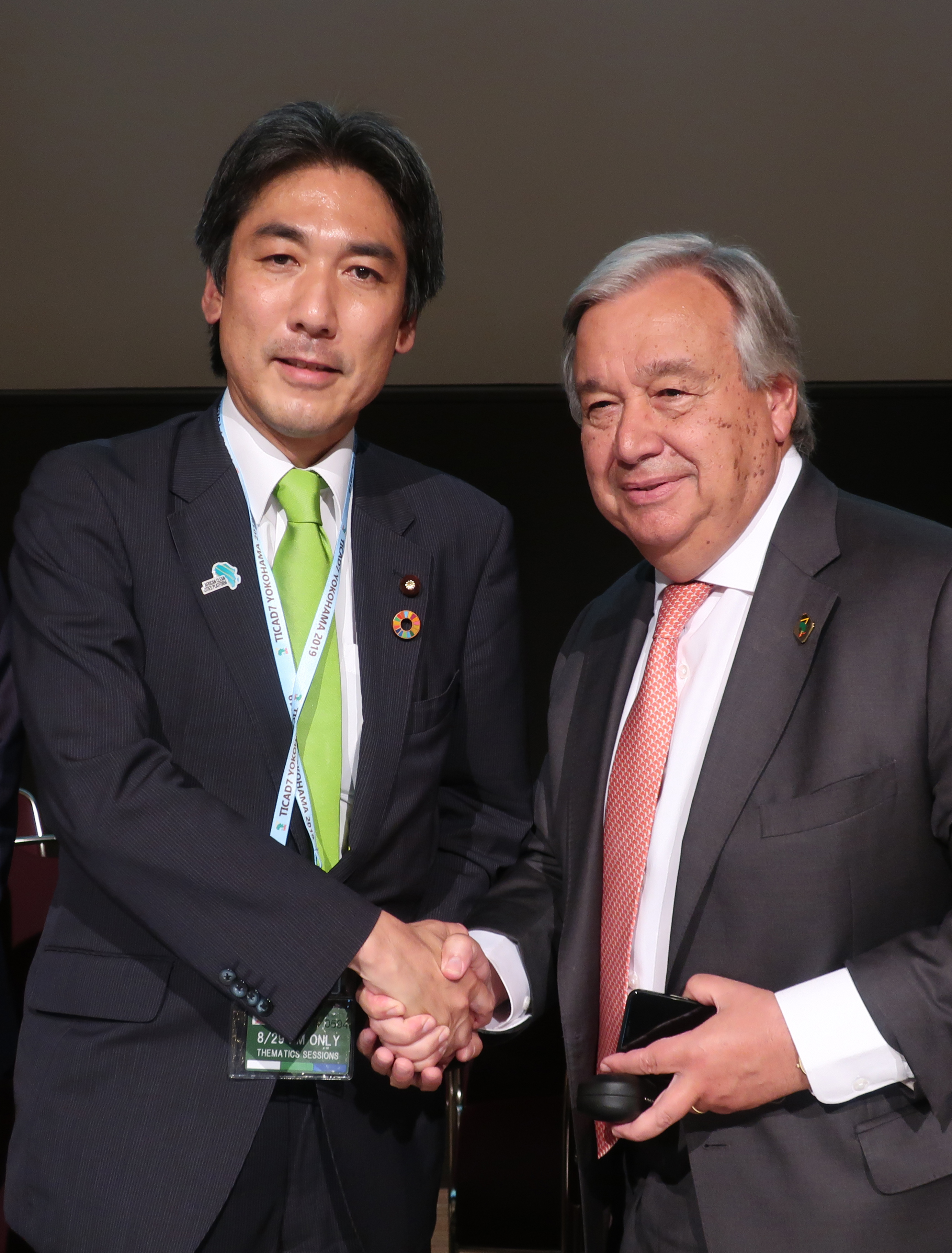
Kiuchi beim Handeschlag mit UNO-Generalsekretär António Guterres bei der 7. Tokyo International Conference on African Development (August 2019)

Im Vorfeld der Unterhauswahl 2012 kehrte Kiuchi zur LDP zurück, um Shinzō Abe bei dessen Kandidatur als Premierminister zu unterstützen. Diese setzte er bis zu dessen Rücktritt im September 2020 fort. Nach Bildung des Kabinetts Abe II im Dezember 2012 wurde Kiuchi zum parlamentarischen Vizeminister für Auswärtiges ernannt. Bei der Neubildung des Kabinetts im September 2014 wurde er zum Staatsminister für Auswärtiges erhoben. Diese Position behielt er über die Bildung des Kabinetts Abe III hinaus bis zum Oktober 2015. Von 2015 bis 2018 bekleidete Kiuchi Führungspositionen in verschiedenen Parlamentsausschüssen („Sonderausschuss für Entführungen durch Nordkorea und andere Angelegenheiten“) und innerparteilichen Gremien der LDP („Internationales Büro“; „Abteilung für Wirtschaft, Handel und Industrie“; Abteilung für Information und Statistik). Unter dem Kabinett Abe IV diente Kiuchi von Oktober 2018 bis September 2019 als Staatsminister für Umwelt. In dieser Kapazität leitete er unter anderem die Gespräche auf Ministerebene zum Thema Umwelt, die als Teil des G20-Gipfels 2019 in Karuizawa, Nagano stattfanden. Seit Oktober 2019 dient Kiuchi als stellvertretender Vorsitzender des LDP-Komitees für Parlamentsangelegenheiten. Seit November 2021 präsidiert Kiuchi die Außenpolitische Kommission des Shūgiin.
Abgesehen von der Zeit seiner vorherigen LDP-Mitgliedschaft in den Jahren 2003 bis 2005 lehnte Kiuchi es stets ab, einer der Faktionen der LDP beizutreten. Während des innerparteilichen Konflikts um die Nachfolge Shinzō Abes als Premierminister zwischen Yoshihide Suga, Fumio Kishida und Shigeru Ishiba im September 2020 unterstützte Kiuchi den seither als Sieger hervorgegangenen Premierminister Suga, der wie Kiuchi selbst faktionslos ist.
Im Kabinett Ishiba wurde Kiuchi im Oktober 2024 zum Minister für Wirtschaftssicherheit sowie Minister beim Kabinettsamt für besondere Aufgaben: die „Cool-Japan“-Strategie, geistiges Eigentum, Wissenschaft & Technologie, Weltraumpolitik und wirtschaftliche Sicherheit.
| Jahr | Erstplatzierter                    | Zweitplatzierter                                   | Drittplatzierter                     |
| ---- | ---------------------------------- | -------------------------------------------------- | ------------------------------------ |
| 2024 | Minoru Kiuchi (LDP) 63,28 %        | Yūta Hiyoshi (KDP) 30,10 %                         | Naoko Yoshikawa (KPJ) 6,61 %         |
| 2021 | Minoru Kiuchi (LDP) 68,16 %        | Yūta Hiyoshi (KDP) 31,84 %                         | –                                    |
| 2017 | Minoru Kiuchi (LDP) 65,80 %        | Takashi Fukumura (Partei der Hoffnung) 15,20 %     | Yūta Hiyoshi (KDP) 13,41 %           |
| 2014 | Minoru Kiuchi (LDP) 70,93 %        | Yasutaka Matsumoto (DP) 20,12 %                    | Masaji Nozawa (KPJ) 8,94 %           |
| 2012 | Minoru Kiuchi (LDP) 59,60 %        | Takeshi Saiki (DP) 19,24 %                         | Jun’ichi Kawai (Minna no Tō) 14,25 % |
| 2009 | Minoru Kiuchi (unabhängig) 52,09 % | Takeshi Saiki (DPJ) 25,41 %                        | Satsuki Katayama (LDP) 21,79 %       |
| 2005 | Katayama Satsuki (LDP) 36,77 %     | Minoru Kiuchi (unabhängig) 36,45 %                 | Takuya Abe (DP) 26,78 %              |
| 2003 | Minoru Kiuchi (unabhängig) 46,78 % | Hiroshi Kumagai (Neue Konservative Partei) 27,88 % | Michiko Higuchi (DP) 20,71 %         |

## Besondere Initiativen im Ministeramt

### Beteiligung an der Expo 2025 Osaka/Kansai
Am 2. Mai 2025 trat Kiuchi in seiner Funktion als Staatsminister für die Cool-Japan-Strategie im Rahmen einer Talkshow auf der Expo 2025 Osaka/Kansai in einem Cosplay als Joe Shimamura, dem Protagonisten von Cyborg 009 des Mangaka Shōtarō Ishinomori, auf. Die Veranstaltung war Teil eines von der Regierung organisierten Kulturprogramms zur weltweiten Förderung von Anime und Manga. Gemeinsam mit der bekannten Cosplayerin Enako betonte Kiuchi das Potenzial der japanischen Popkultur zur Belebung regionaler Räume und zur Förderung des internationalen Tourismus. Zudem unterstrich er die Bedeutung, hochwertige Inhalte mit dem regionalen Charakter Japans zu verbinden, um die kulturelle und wirtschaftliche Präsenz des Landes weltweit zu stärken.:

### Ausbau der Deutsch-japanische Kooperation in Hightech und Raumfahrt
Am 26. Juni 2025 unterzeichnete Kiuchi in seiner Funktion als Staatsminister für Wissenschafts- und Technologiepolitik sowie für Raumfahrt gemeinsam mit der deutschen Bundesministerin für Bildung und Forschung, Dorothee Bär, zwei bedeutende bilaterale Vereinbarungen.
Mit der Unterzeichnung eines Letter of Intent bekräftigten beide Seiten ihre Absicht, die wissenschaftliche Zusammenarbeit auszubauen. Der Schwerpunkt liegt auf zukunftsweisenden Technologiefeldern wie Sprunginnovationen, Quantentechnologien, Fusionsenergie und KI-gestützter Robotik. Darüber hinaus sollen auch Forschungssicherheit, wissenschaftliche Integrität und die Freiheit der Wissenschaft gestärkt werden.
Im Bereich der Raumfahrt, wurde die Kooperation durch eine Joint Declaration of Intent erneuert. Kiuchi und Bär erklärten, künftig weiterhin gemeinsame Missionen und Projekte voranzutreiben – insbesondere in der Erdbeobachtung und Satellitenkommunikation. Ziel ist es, durch engere Zusammenarbeit den gesellschaftlichen und wissenschaftlichen Nutzen der Raumfahrt zu maximieren.

## Politische Positionen
Auf seiner offiziellen Website beschreibt Kiuchi seine politischen Positionen wie folgt:
Wirtschaft

Kiuchi kritisiert die sich in Japan zunehmend öffnende Schere zwischen Arm und Reich. Diese sei zurückzuführen auf marktfundamentalistische Fiskalpolitik und die resultierende Vormachtstellung von Großunternehmen gegenüber kleinen und mittleren Unternehmen (KMUs). Diese Art der Fiskalpolitik sei durch unlautere Einflussnahme von Vertretern der Wirtschaft auf die Politik entstanden. Kiuchi schlägt als Lösung vor, die Bereiche, in denen Großunternehmen und KMUs jeweils zu florieren gedacht sind, durch staatliche Intervention zu trennen.
Landwirtschaft

Kiuchi befürwortet einen Ausbau von Japans Primärsektor, wodurch er gedenkt, Japans Lebensmittelselbstversorgungsgrad von derzeit nur 40 % (basiert auf Kalorienaufnahme) zu erhöhen. Außerdem soll dadurch die Gestalt ländlicher Regionen bewahrt, neue Trinkwasserquellen erschlossen und andernfalls durch Naturkatastrophen bedrohte Orte abgesichert werden.
Umwelt

Kiuchi bestätigt die Notwendigkeit von Maßnahmen zum Klimaschutz auf nationaler Ebener wie Forschung und Entwicklung und die Reduktion von Treibhausgasen, sowie des nationalen Energieverbrauchs. Gleichzeitig streicht er heraus, dass Maßnahmen auf lokaler und individueller Ebene wie Recycling, ehrenamtliches Engagement und eine Anpassung des persönlichen Lebensstils gleichermaßen notwendig sind. Er kritisiert Biosprit als mitschuldig an Japans unzureichender Lebensmittelselbstversorgung.
Bildung

Kiuchi spricht von Globalisierung als Herausforderung für das japanische Bildungssystem, die zwar angenommen werden muss, aber nicht ändern sollte, dass japanische Kinder erst gründlich in der japanischen Geschichte und Sprache unterrichtet werden, bevor man sie zu Weltbürgern ausbildet.
Außenpolitik

Kiuchi setzt sich für eine rechtsbasierte internationale Ordnung ein. Ostasien beschreibt er als Region von zentraler Bedeutung für den Weltfrieden. Er betont die Wichtigkeit der Beibehaltung freundlicher Beziehungen zu den Großmächten USA und China bei gleichzeitigem Ausbau der Beziehungen mit Indien und Russland. Auch die Beziehungen zu Europa, von dem Japan viel lernen könne, sollen ausgebaut werden. Kiuchi fordert außerdem, dass Japan mehr Präsenz zeige und vor Verantwortung auf internationaler Ebene nicht zurückscheue.
Soziales und Gesundheit

Kiuchi lobt das japanische Gesundheits- und Sozialsystem, welches seiner Meinung nach die Schwachen der Gesellschaft schützt und moderne Behandlungen für alle greifbar macht. In diesem Zusammenhang warnt er vor der wahllosen Amerikanisierung japanischer Institutionen.

## Verbindung zu Deutschland

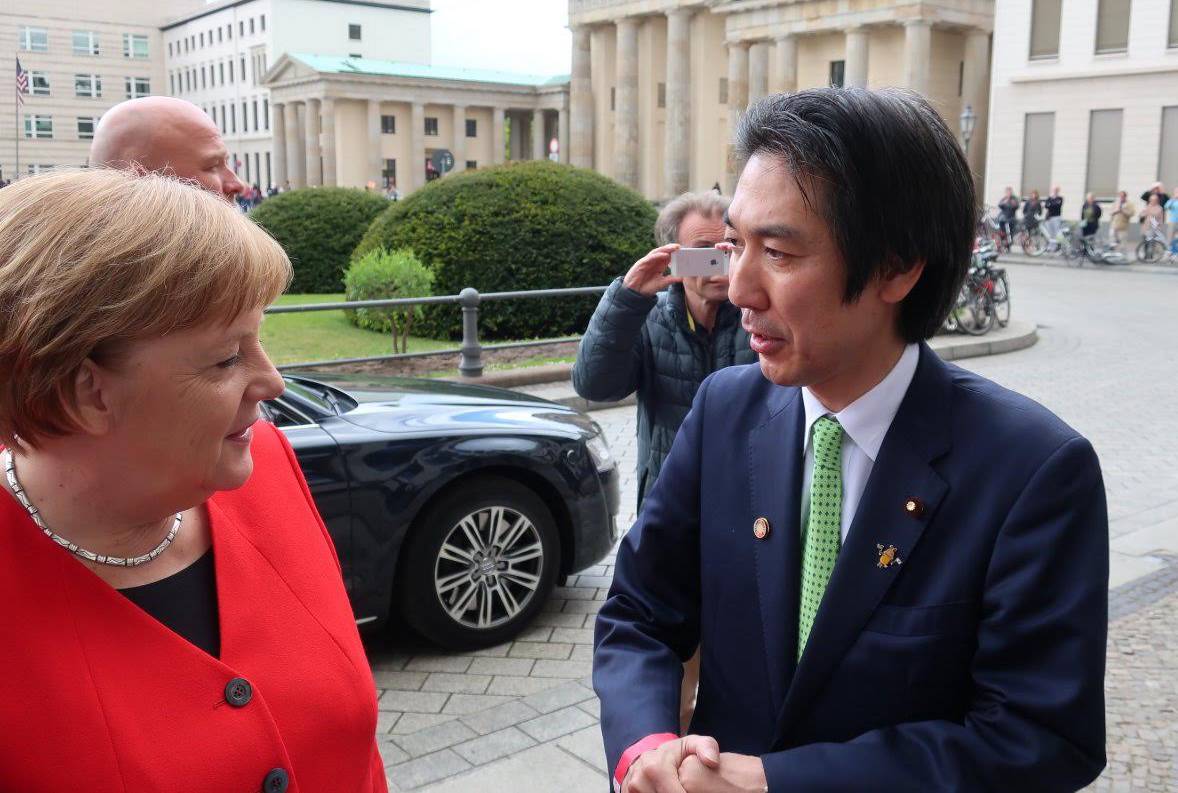
Kiuchi mit der deutschen Kanzlerin Angela Merkel bei den Feierlichkeiten zu „70 Jahre Grundgesetz“ in Berlin (Mai 2019)

Kiuchi wuchs zeitweise in Bonn auf, studierte in Augsburg und war drei Jahre als Diplomat an der japanischen Botschaft in Bonn stationiert. Im Anschluss diente er als offizieller Dolmetscher des japanischen Kaisers und zweier Premierminister für Deutsch (siehe 1.1–1.2). Mittels seinen auf diese Weise angeeigneten Deutschkenntnissen verfolgt Kiuchi auch heute noch die deutsche politische Landschaft und pflegt einen engen und regelmäßigen Austausch mit deutschen Politikern. Ausdruck findet dies unter anderem in seinem Posten als Generalsekretär der deutsch-japanischen parlamentarischen Freundschaftsgruppe. Er empfängt regelmäßig deutsche Politiker in Japan, für die er dabei auch Treffen mit ihren japanischen Pendants ermöglicht – etwa zwischen dem damaligen Vorsitzenden der CDU/CSU-Bundestagsfraktion Volker Kauder und Premierminister Shinzō Abe im März 2018. Zusätzlich besucht Kiuchi regelmäßig Deutschland. Seine Website berichtet von Treffen mit unter anderem Mark Hauptmann, Johann Wadephul, Matthias Bartke und Christian Lindner.

## Anekdoten

### Widerstand gegen die Privatisierung der japanischen Post (2005)
Im August 2019 widmete der ehemalige Infrastruktur- sowie Verkehrsminister Shizuka Kamei eine Ausgabe seiner einwöchentlichen Kolumne zur japanischen Politik Kiuchis Kampf gegen die Privatisierung der Japan Post. Er beschreibt die Begebenheiten wie folgt: Im Jahre 2005 warb der damalige japanische Premierminister Jun’ichirō Koizumi mit Sprüchen wie „Von den Beamten ans Volk (官から民へ)“ und „Ohne Reform kein Wachstum (改革なくして成長なし)“ für seine Wiederwahl. Kiuchi – obgleich der LDP-Faktion des Premierministers Seiwakai angehörig – stellte sich gegen die Privatisierung der Post.
Der damalige stellvertretende Generalsekretär der LDP und spätere Premierminister Shinzō Abe soll unzählige Male erfolglos versuchst haben, Kiuchi von seinem Kurs abzubringen. Die andauernden Anrufe seitens der LDP-Führung habe Kiuchi bewusst nicht entgegengenommen. Kiuchi blieb bei seiner ursprünglichen Position, was zur Spaltung zwischen ihm und der LDP führte. Bei der vorgezogenen Neuwahl 2005 verwehrte ihm die LDP die Unterstützung und schickte stattdessen mit Satsuki Katayama eine sogenannte „Attentäterin“ ins Feld, eine von vielen Kandidatinnen und Kandidaten, die von Premierminister Koizumi handverlesen worden waren, um abtrünnige Parteikollegen zu besiegen. Kiuchi verlor die Wahl und trat einen Monat später offiziell aus der LDP aus.
Kamei beschreibt Kiuchi als jemanden, der unerbitterlich für seine Überzeugungen einsteht, und lobt ihn als „einen der wenigen amtierenden Abgeordneten mit Rückgrat“.

### Geiselnahme von In Aménas (2013)
Inmitten Kiuchis Europareise als parlamentarischer Vizeminister für Auswärtiges im Januar 2013 kam es zur Geiselnahme von In Aménas. Als die japanische Regierung von der Situation erfuhr, beorderte sie Kiuchi nach Algerien, um im Namen Japans die Verhandlungen vor Ort zu führen. Er erreichte den Ort des Geschehens am 17. Januar, einem Tag nach Beginn der Geiselnahme. Unter den Opfern befanden sich siebzehn Japaner, von denen zehn starben, als Algerien einseitig beschloss, das Gelände stürmen zu lassen. Japan, die USA und Großbritannien hatten zuvor Algerien dazu angehalten, die Sicherheit ihrer Staatsbürger mit höchster Priorität zu behandeln, doch Algerien ignorierte dies und initiierte die Operation gegen den ausdrücklichen Willen der genannten Staaten. Japan beklagte, dass es erst nach Beginn der Operation informiert wurde und seine Gesuche, sie abzubrechen, ignoriert wurden. Kiuchi verhandelte mit Premierminister Sellal und Außenminister Medelci, um die Forderung von acht Staaten – darunter Großbritannien und Frankreich – nach einer schnellen Freigabe von Informationen durchzusetzen. Er blieb bis zum 26. Januar vor Ort, um die korrekte Identifizierung und Repatriierung der verstorbenen Japaner sicherzustellen. Am Tag seiner Rückkehr gab er einen mündlichen Bericht an Premierminister Shinzō Abe ab und stellte sich den Fragen der Presse. Laut Eigenaussage ließ Kiuchi einen Großteil der Fragen aus Rücksichtnahme auf die Hinterbliebenen unbeantwortet.

## Zukunft
Im Oktober 2018 erschien in der japanischen Wochenzeitschrift Shūkan Gendai ein durch eine Kollaboration von sechs Politologen und zwei politischen Berichterstattern entstander Artikel, welcher alle 706 Abgeordneten des japanischen Parlaments nach ihre Wahrscheinlichkeit und Eignung, Premierminister zu werden hin reiht. Als Kriterien dienten hierbei „politische Kompetenz (政策力)“, „soziale Kompetenz (人間力)“ und „Tatkraft (実行力)“. Kiuchi gaben die Experten in allen drei Kategorien die Bestwertung „A“ und stuften ihn als den am zwölftwahrscheinlichsten zukünftigen Premierminister ein. Das Team aus Experten beschreibt Kiuchi als durchsetzungsfähig in Wort und Tat. Dank seiner Vergangenheit als Diplomat sei er darüber hinaus mit einer raschen Auffassungsgabe ausgestattet. Zuletzt wird berichtet, er habe immer wieder politische Neueinsteiger in ihrem Wahlkampf unterstützt und genieße deswegen die Unterstützung vieler seiner jungen Parteikollegen.
Das amerikanische Wochenmagazin Newsweek beschrieb Kiuchi 2020 in einem Kommentar als Spitzenkandidaten („top candidate“) für die die nächste Wahl zum Premierminister.

## Privates
Kiuchi sammelt passioniert Schellackplatten. Er dokumentiert dieses Hobby in seinem Blog. Als Diplomat schrieb er außerdem Beiträge für die Schallplattenfachzeitschrift Die Montagskritik (月曜評論).

## Veröffentlichungen (Auswahl)
- Seijika no urajijō (政治家の裏事情, „Hintergründe eines Politikers“) – Autobiografie über Kiuchis politische Laufbahn bis 2012; ISBN 978-4-344-02180-8
- Shin'nen Tsūshin (信念通信, „Überzeugungsübertragung“) – Magazin über Kiuchis Aktivitäten und politische Ansichten; zwei Mal jährlich über Kiuchis Website als PDF veröffentlicht

## Auszeichnungen
- Großes Verdienstkreuz der Bundesrepublik Deutschland[30]
- Großoffizier (Spanischer Zivilverdienstorden)[31]